# Iglesia de la Inmaculada Concepción (Villaveta)
La iglesia de la Inmaculada Concepción es un templo católico de la localidad española de Villaveta, en la provincia de Burgos.

## Descripción
La iglesia se encuentra en la localidad burgalesa de Villaveta, perteneciente al municipio de Castrojeriz, en Castilla y León. Su construcción comenzó en 1529 y las obras se dilatarían a lo largo del siglo, con la torre siendo erigida en último término, ya a comienzos del XVII. Rodrigo Gil de Hontañón habría intervenido en una primera traza del templo. El 30 de abril de 1982 fue declarada monumento histórico-artístico de carácter nacional, mediante un real decreto publicado el 25 de junio de ese mismo año en el Boletín Oficial del Estado. En la actualidad cuenta con el estatus de Bien de Interés Cultural.